# Oneiric Diary
Oneiric Diary (幻想日記; Hán–Việt: Huyễn Tưởng Nhật Ký) là mini-album thứ ba của nhóm nhạc nữ thần tượng Hàn Quốc–Nhật Bản IZ*ONE, một nhóm nhạc dự án được thành lập thông qua chương trình truyền hình thực tế sống còn năm 2018 của Mnet Produce 48. Mini-album sẽ được phát hành vào ngày 15 tháng 6 năm 2020 bởi Off the Record Entertainment, bao gồm tám bài hát với ca khúc chủ đề "Secret Story of the Swan".

## Danh sách bài hát
| Danh sách bài hát của Oneiric Diary | Danh sách bài hát của Oneiric Diary                            | Danh sách bài hát của Oneiric Diary | Danh sách bài hát của Oneiric Diary | Danh sách bài hát của Oneiric Diary | Danh sách bài hát của Oneiric Diary |
| STT                                 | Nhan đề                                                        | Phổ lời                             | Phổ nhạc                            | Sắp xếp                             | Thời lượng                          |
| ----------------------------------- | -------------------------------------------------------------- | ----------------------------------- | ----------------------------------- | ----------------------------------- | ----------------------------------- |
| 1.                                  | "Welcome"                                                      | MosPick                             | MosPick                             | MosPick                             | 1:25                                |
| 2.                                  | "Secret Story of the Swan" (환상동화 (Huyễn tưởng Đồng thoại)) | MosPick                             | MosPick                             | MosPick                             | 3:12                                |
| 3.                                  | "Pretty"                                                       | Bull$EyE real-fantasy Green         | real-fantasy Bull$EyE               | real-fantasy Bull$EyE               | 3:19                                |
| 4.                                  | "Merry-Go-Round" (회전목마)                                    | Honda Hitomi                        | Jung Ho-hyun (e.one)                | Jung Ho-hyun (e.one)                | 3:00                                |
| 5.                                  | "Rococo"                                                       | KZ B.O. PUYO                        | KZ HONEYSWEAT B.O. PUYO             | KZ HONEYSWEAT                       | 3:13                                |
| 6.                                  | "With*One"                                                     | IZ*ONE                              | Psycho Rabbit                       | Psycho Rabbit                       | 3:39                                |
| 7.                                  | "Secret Story of the Swan (Japanese Ver.)" (幻想童话)          | MosPick Miyawaki Sakura Yabuki Nako | MosPick                             | MosPick                             | 3:12                                |
| 8.                                  | "Merry-Go-Round (Japanese Ver.)"                               | Honda Hitomi                        | Jung Ho-hyun (e.one)                | Jung Ho-hyun (e.one)                | 3:00                                |
| Tổng thời lượng:                    | Tổng thời lượng:                                               | Tổng thời lượng:                    | Tổng thời lượng:                    | Tổng thời lượng:                    | 24:00                               |

## Bảng xếp hạng
| Bảng xếp hạng (2020)                  | Thứ hạng cao nhất |
| ------------------------------------- | ----------------- |
| Hot Albums Nhật Bản (Billboard Japan) | 3                 |
| Album Nhật Bản (Oricon)               | 4                 |
| Album Hàn Quốc (Gaon)                 | 2                 |

## Chứng nhận doanh số
| Quốc gia                                 | Chứng nhận  | Số đơn vị/doanh số chứng nhận |
| ---------------------------------------- | ----------- | ----------------------------- |
| Hàn Quốc (KMCA)                          | 2× Bạch kim | 500.000^                      |
| * Chứng nhận dựa theo doanh số tiêu thụ. |             |                               |

## Lịch sử phát hành
| Khu vực        | Ngày                | Định dạng            | Hãng đĩa                                               |
| -------------- | ------------------- | -------------------- | ------------------------------------------------------ |
| Hàn Quốc       | 29 tháng 6 năm 2020 | CD nhạc số streaming | Off the Record Entertainment Stone Music Entertainment |
| Nhiều quốc gia | 29 tháng 6 năm 2020 | Nhạc số, streaming   | Off the Record Entertainment Stone Music Entertainment |